# Ormia rachoui
Ormia rachoui là một loài ruồi trong họ Tachinidae.